# Thecadactylus solimoensis
Espèce
Thecadactylus solimoensis est une espèce sud-américaine de geckos de la famille des Phyllodactylidae.

## Répartition
Cette espèce se rencontre : 
- en Équateur ;
- au Pérou ;
- en Bolivie ;
- au Brésil dans les États du Rondônia et d'Amazonas ;
- dans le sud de la Colombie.

## Étymologie
Son nom d'espèce, composé de solimo et du suffixe latin -ensis, « qui vit dans, qui habite », lui a été donné en référence au lieu de sa découverte, le rio Solimões.

## Publication originale
- (en) Bergmann & Russell, 2007 : Systematics and biogeography of the widespread Neotropical gekkonid genus Thecadactylus (Squamata), with the description of a new cryptic species. Zoological Journal of the Linnean Society, vol. 149, no 3, p. 339-370.